# Kers Erik Jönsson

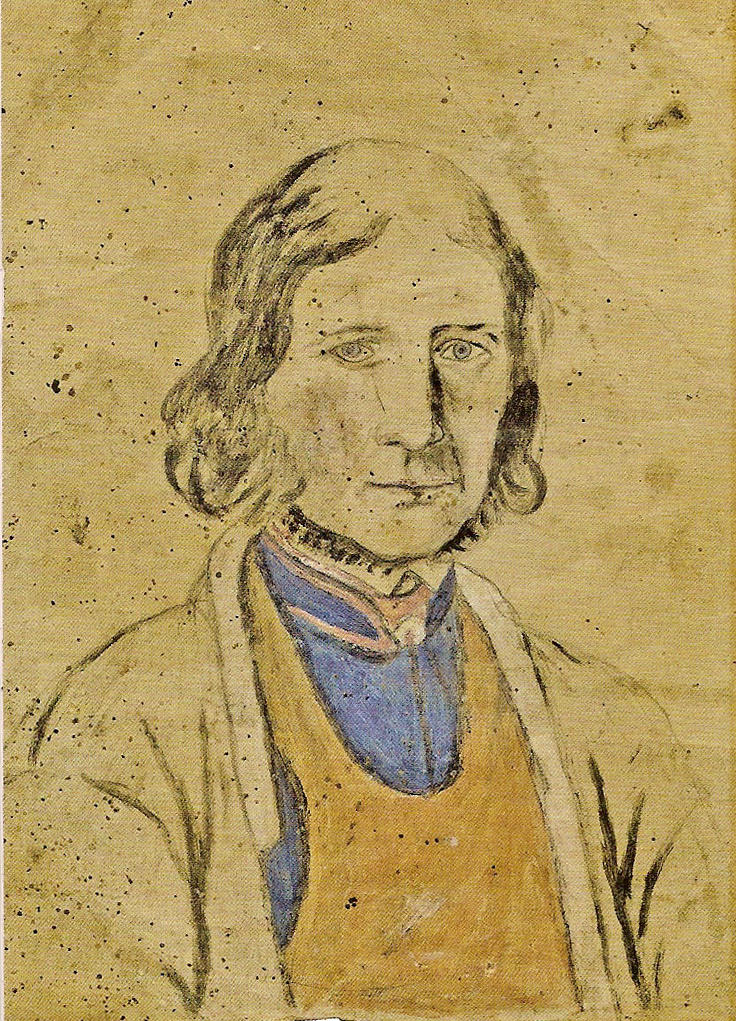
Porträtt av Kers Erik. Okänd upphovsman.

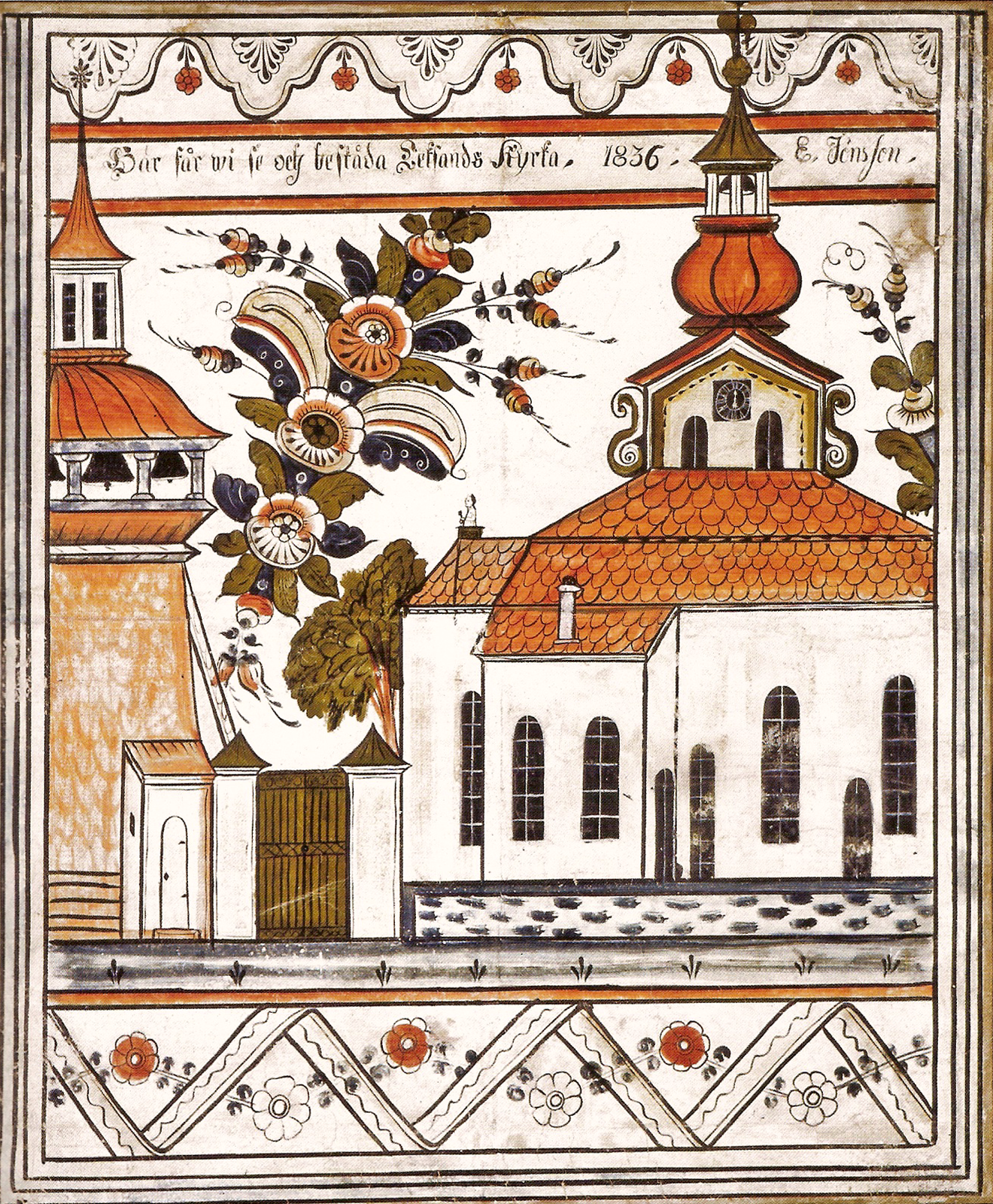
Målning föreställande Leksands kyrka.

Kers Erik Jönsson, född 13 januari 1802 i Lima by i Leksands socken, död 1 november 1851 i Lima by, var en dalmålare från Leksand.

## Biografi
Kers Erik Jönsson växte upp på en liten gård i Lima. Han hade tre syskon samt en fosterbror, Lind Erik Mattsson, denne blev också dalmålare. Föräldrarna Kers Jöns Olsson och Karin Ersdotter dog 1822 och 1832 och då tog Kers Erik över gården. Han gifte sig 1830 med Karin Andersdotter från Ullvi och fick fyra barn. 1851 dog han av lungsot, 49 år gammal. Han har beskrivits som liten och tunn.

## Måleri
Kers Erik lärdes upp av målarna i byn Ullvi, främst Back Erik Andersson. Det finns bevarade målningssviter som han utfört tillsammans med Back Erik och Kallsveds Per Andersson. Målaren Hjelt Per Persson blev i sin tur upplärd av Kers Erik. Runt 200 av Kers Erik Jönssons målningar är bevarade och därmed är han förmodligen den mest produktive av alla dalmålarna. Han började måla som 16-åring och målade fram tills han blev alltför sjuk, ett år innan han avled. Kers Erik företog många och långa målarvandringar till Härjedalen, Jämtland, Västmanland, Uppland och Värmland. Under sina resor tog han även upp beställningar som han sedan utförde hemma och levererade vid ett senare tillfälle.
Hans motiv består av de för dalmåleriet sedvanliga bibliska motiven, men Kers Erik Jönsson har också ofta målat Karl XIV Johan och hans kungahus. Karakteristiska drag för Kers Eriks måleri är stora rikt dekorerade rosor. Texterna är enradiga, rättstavade och välvårdade. Ansiktena har ofta låga pannor och runda hakor. Figurer med hatt har en markerad båglinje för att brättet skall synas. På nästan alla Kers Eriks väggfält så ingår upptill en lambrekängbård och nedtill en sicksackbård, den så kallade Ullvi-bården.